# Rebellion (EP)
Rebellion – EP szwajcarskiego zespołu Samael wydane 23 maja 1995 r. przez wytwórnię Century Media Records.
Utwory z płyty dołączono do reedycji Ceremony of Opposites z 2001 r.

## Lista utworów
1. "Rebellion" – 3:26
2. "After The Sepulture (new version)" – 3:31
3. "I Love The Dead" – 3:32
4. "Static Journey" – 6:02
5. "Into The Pentagram (new version)" – 4:23
6. "Static Journey (Hidden Track, English version)" – 6:04

## Twórcy
- Vorphalack - gitara, wokal;
- Rodolphe H. - instrumenty klawiszowe, sampler;
- Masmiseim - gitara basowa;
- Xy - perkusja, programowanie.

Autorem tekstów jest Vorphalack, muzykę napisał Xy (z wyjątkiem "I Love The Dead" autorstwa Boba Ezrina i Alice'a Coopera).